# Evolução do Colégio dos Cardeais sob o pontificado de Leão XI
Abaixo está a evolução do colégio de cardeais durante o pontificado de Leão XI e a subsequente vaga vaga .

## Composição para consistório
| Consistóro                    | Março 1605 | Maio 1605 |
| ----------------------------- | ---------- | --------- |
| Março 1565                    | 1          | 1         |
| Consistórios de Pio IV        | 1          | 1         |
| Dezembro 1583                 | 4          | 3         |
| Consistórios de Gregório XIII | 4          | 3         |
| Maio 1585                     | 1          | 1         |
| Dezembro 1585                 | 1          | 1         |
| Novembro 1586                 | 4          | 4         |
| Dezembro 1587                 | 4          | 4         |
| Dezembro 1588                 | 1          | 1         |
| Dezembro 1589                 | 3          | 3         |
| Consistórios de Sisto V       | 14         | 14        |
| Dezembro 1590                 | 1          | 1         |
| Março 1591                    | 4          | 4         |
| Consistórios de Gregório XIV  | 5          | 5         |
| Dezembro 1591                 | 1          | 1         |
| Consistórios de Inocêncio IX  | 1          | 1         |
| Setembro 1593                 | 2          | 2         |
| Junho 1596                    | 13         | 13        |
| Março 1599                    | 10         | 10        |
| Setembro 1603                 | 1          | 1         |
| Junho 1604                    | 18         | 17        |
| Consistórios de Clemente VIII | 44         | 43        |
| Total                         | 69         | 67        |

## Evolução durante o pontificado
| Data                | Evento                                                                      | Total |
| ------------------- | --------------------------------------------------------------------------- | ----- |
| 14 de março de 1605 | Abertura do Conclave de março de 1605                                       | 69    |
| 1 de abril de 1605  | Eleição papal do Cardeal Alexandre Otaviano de Médici com o nome de Leão XI | 68    |
| 27 de abril de 1605 | Morte do Cardeal Girolamo Agucchi (50 anos)                                 | 67    |
| 27 de abril de 1605 | Morte do Papa Leão XI (69 anos)                                             | 67    |
| 8 de maio de 1605   | Abertura do Conclave de maio de 1605                                        | 67    |
| 29 de maio de 1605  | Eleição papal do Cardeal Camillo Borghese com o nome de Paulo V             | 66    |